# Crassinarke
Genre
Crassinarke est un genre de raies ayant une forme de torpille. Ce sont des raies électriques.

## Liste des espèces
- Crassinarke dormitor Takagi, 1951